# Августа Прусская
Кристина Фридерика Августа Прусская (нем. Christine Friederike Auguste von Preußen; 1 мая 1780, Потсдам — 19 февраля 1841, Кассель) — принцесса Пруссии, в браке — курфюрстина Гессена.

## Биография
Августа была дочерью прусского короля Фридриха Вильгельма II и его супруги, Фридерики Луизы, урождённой принцессы Гессен-Дармштадтской. Августа вышла замуж за кронпринца Кургессена Вильгельма, будущего гессенского курфюрста. В этом браке родились 6 детей:
- Вильгельм Фридрих Карл Людвиг (1798—1802)
- Каролина (1799—1854), замужем не была
- Луиза Фридерика (1801—1803)
- Фридрих Вильгельм I (1802—1875), курфюрст Гессена
- Мария Фридерика Кристина (1804—1888), с 1825 года замужем за Бернгардом II, герцогом Саксен-Мейнингена
- Фридрих Вильгельм Фердинанд (род. и ум. 1806)

Брак Августы и Вильгельма был заключён по политическим соображениям, и отношения между супругами были тяжёлыми, перераставшими иногда в громкие скандалы и стычки. Вскоре после рождения их младшей дочери этот брак фактически распался и действовал лишь формально. С 1815 года супруги жили раздельно. Оставаясь в Касселе до 1826 года, и Вильгельм, и Августа вели друг с другом тайную войну. Курфюрстина поселилась во дворце Шёнфельд близ Касселя, Вильгельм проживал в самом городе вместе со своей любовницей, Эмилией, которую он возвёл в графское достоинство. Вокруг Августы постепенно образовался так называемый шёнфельдский круг, группа из оппозиционной курфюрсту знати, к которой принадлежали, помимо неё и кронпринца Фридриха Вильгельма такие ведущие политические и культурные деятели, как будущие ведущие министры Кургессена — Людвиг Гассенпфлуг, генерал Йозеф фон Радовиц, писатели братья Гримм, и др. Узнав о существовании такой оппозиции, курфюрст Вильгельм II входивших в неё чиновников и офицеров отправил из столицы в провинцию, а сына-наследника изгнал в Марбург. В 1826 году Августа также уезжает в эмиграцию, сперва в Гаагу, затем в Кобленц, в Бонн и, наконец, в 1828 году селится в Фульде, где в 1830—1831 годах встречается со своим сыном Фридрихом Вильгельмом, пришедшим в этот город во главе своего полка «Кронпринц». В 1831 году курфюрстина возвращается в Кассель, откуда в результате революционных событий 1830—1831 годов её муж Вильгельм, вместе со своей любовницей, вынужден был бежать. Похоронена на Альтштадтском кладбище на площади Лютерплац в Касселе.
Принцесса Августа Прусская была талантливой художницей. Среди сохранившихся её работ имеются также и автопортреты.